# Harriet Tubman Underground Railroad National Historical Park
Le Harriet Tubman Underground Railroad National Monument est un monument national américain désigné comme tel par la proclamation 8943 du président des États-Unis Barack Obama publiée le 25 mars 2013. Il protège différents édifices liés à Harriet Tubman au sein du comté de Dorchester, dans le Maryland.

## À voir aussi